# 鲍姆加滕贝格
鲍姆加滕贝格是奥地利上奥地利州佩尔格县的一个市镇。总面积15.7平方公里，总人口1449人，人口密度92.3人/平方公里（2005年）。